# Edmonia Lewis
Mary Edmonia Lewis (4 de julio de 1844 – 17 de septiembre de 1907) fue una escultora estadounidense que desarrolló la mayor parte de su carrera en Roma, Italia siendo la primera mujer afroamericana y de raíces nativas en alcanzar la fama y reconocimiento internacional en el mundo de las artes escultóricas.
Su trabajo incorpora temas relacionados con las personas negras e indígenas de América en esculturas de estilo neoclásico. Hizo su aparición durante la Guerra de Secesión, y para fines del siglo XIX era la única mujer no caucásica que había participado y obtenido reconocimiento de alguna forma en la corriente artística estadounidense. En 2002, el profesor Molefi Kete Asante colocó a Edmonia Lewis en la lista de los 100 afroamericanos más importantes.

## Biografía
De padre sirviente liberto de ascendencia afro-haitiana y madre tejedora y cestera de los Mississauga Ojibwe (uno de los pueblos nativos más grandes de América del Norte, hoy presentes en Canadá) la futura artista se quedó huérfana de ambos en su primera infancia y pasó a vivir con sus tías maternas, subsistían fabricando y vendiendo cestos y mocasines a los turistas que visitaban las cataratas del Niágara. Su hermano mayor se hizo barbero y después se convirtió en un minero del oro en California, donde prosperó. Gracias a ello, pudo costearle los estudios a su hermana, ingresando en 1856 aunque era católica, en una escuela bautista abolicionista. 

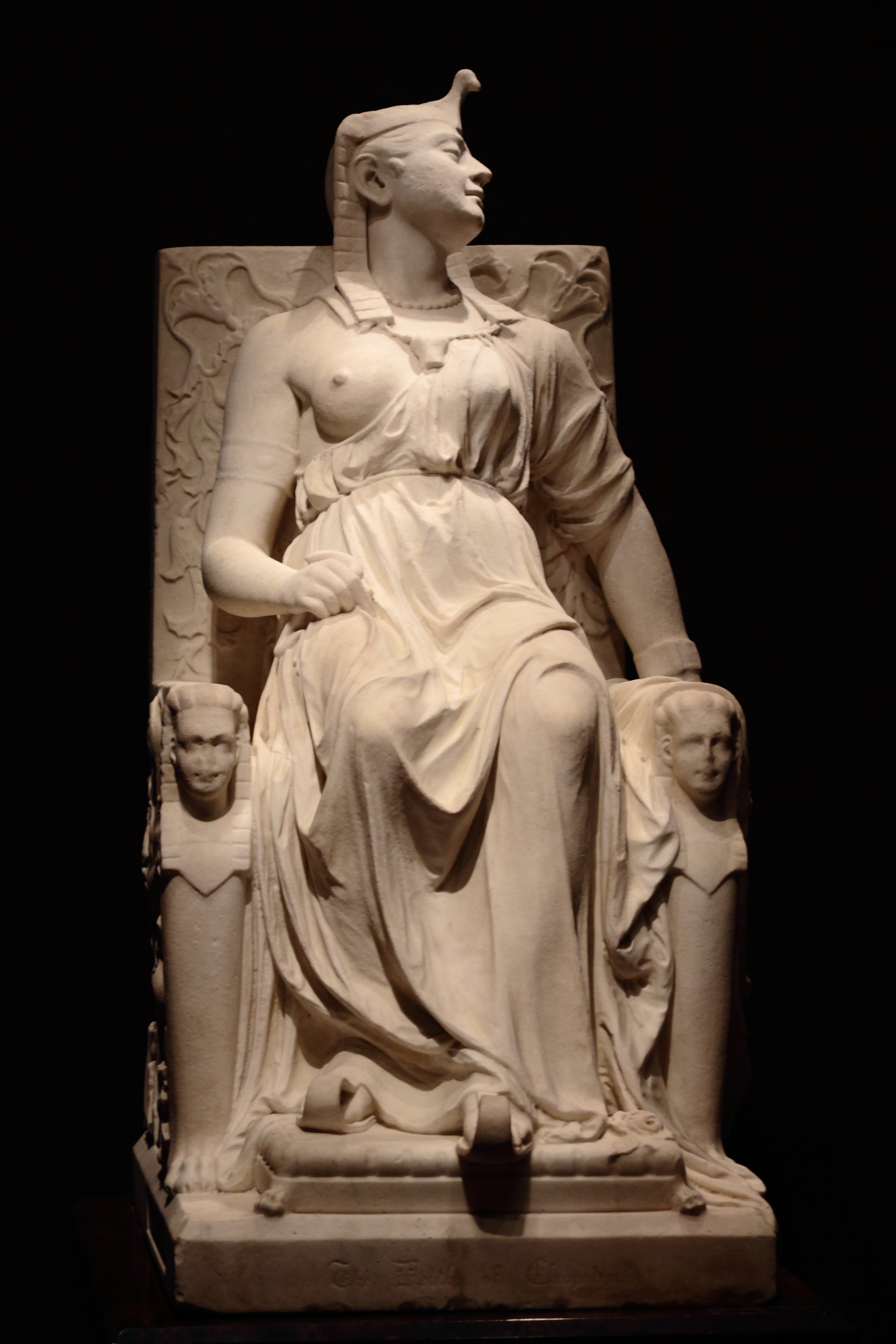
La muerte de Cleopatra, 1876, colección del Smithsonian American Art Museum

A los 15 años, Lewis se matriculó en el Oberlin College, donde se convirtió en una apasionada del arte. Sin embargo, durante su estancia en este centro, el primero en Estados Unidos en admitir alumnos afroamericanos, sufrió numerosos episodios en los que fue discriminada. Fue acusada falsamente de envenenar a dos compañeras de habitación blancas, motivo por el que una muchedumbre blanca la capturó y golpeó. Las muchachas se recuperaron y los cargos contra ella fueron finalmente archivados, pero este suceso, con un juicio muy sonado de por medio, le impidió matricularse en el último curso y la dejó sin su título.
Tras su paso por Oberlin, se trasladó a Boston en 1864, donde intentó hacer carrera como escultora. Tras recibir numerosas negativas, conoció a Edward A. Brackett, un escultor entre cuyos clientes se encontraban algunos de los abolicionistas más conocidos de la época. Lewis trabajó con Brackett hasta 1864, cuando montó su primera exposición individual. Su obra rendía homenaje a los abolicionistas y héroes de la Guerra Civil de su época, entre ellos John Brown y el coronel Robert Gould Shaw.
Logró muy buen recibimiento y el éxito la condujo hasta Roma. En Italia, Edmonia Lewis se unió a un grupo de escultoras estadounidenses lideradas por Harriet Hosmer,y abrió su propio estudio. Durante este tiempo, comenzó a esculpir en mármol, centrándose en el naturalismo y temas relacionados con los afroamericanos y nativos americanos (Minnehaha, Hiawatha, The Old Arrow Maker and his daughter, Agar, Forever Free, Abraham Lincoln). De haberse quedado en Estados Unidos, habría tenido que seguir confiando en sus patrocinadores abolicionistas, pero en Roma disfrutaba de mayor libertad creativa y actitudes menos racistas. Lewis rara vez contrató trabajadores, y completó la mayor parte de su trabajo en mármol sin ayuda.
Otro punto cúspide de su carrera fue su participación en 1876 en la "Exposición del Centenario de Filadelfia"; para la cual creó una pieza monumental de aproximadamente 1400 kg, titulada "La muerte de Cleopatra", basada en la obra de Shakespeare Antonio y Cleopatra. Después fue exhibida en la Exposición interestatal de Chicago de 1878 y finalmente comprada por un apostador llamado "Blind John" Condon para marcar la tumba de su yegua Cleopatra, cerca del estadio de carreras de Forest Park a las afueras de Chicago. Allí permaneció casi cien años, hasta que el Servicio Postal de Estados Unidos compró el terreno y la almacenó en Cicero. Un miembro de la Sociedad Histórica de Forest Park la adquirió y la Sociedad la donó al Instituto Smithsoniano en 1994, donde fue restaurada y es exhibida.

En 1877 Ulysses S. Grant le encargó un retrato y posó para ella, que también contribuyó con un busto de Charles Sumner para la Exposición de Atlanta de 1895. Su fama decayó desde los años 1880, aunque continuó creando en mármol, sobre todo retablos para mecenas católicos. Nunca se casó ni tuvo hijos. En 1901 se mudó a Londres. Murió en Hammersmith y Fulham, el 17 de septiembre de 1907 y fue enterrada en el cementerio católico de Santa María, Londres.
"No hay nada tan hermoso como el bosque libre: coger un pez cuando tienes hambre, cortar las ramas de un árbol, hacer un fuego para asarlo, y comerlo al aire libre, es el mayor de todos los lujos. No me quedaría una semana encerrada en las ciudades, si no fuera por mi pasión por el arte" Edmonia Lewis, 1864.

## Premios y reconocimientos
- 2022 Hammersmith y Fulham rinde homenaje con una placa azul en su antigua casa de Hammersmith, instalada por el Nubian Jak Community Trust, en el número 154 de Blythe Road.[12]